# Carlinhos Hartlieb
Carlos Alberto Weyrauch Hartlieb, conhecido como Carlinhos Hartlieb (Porto Alegre, 28 de março de 1947 — Praia do Rosa (município de Imbituba), 29 de janeiro de 1984) foi um cantor e compositor brasileiro, considerado um dos mais importantes nomes da cena musical gaúcha entre o final dos anos 1960 e o início dos 1980, por seu trabalho de compositor e por sua atuação como líder cultural.

## Biografia[2]
Seu avô paterno Theodoro, filho de imigrantes alemães, no início do século XX dirigiu a Casa Hartlieb, pioneira no comércio musical (instrumentos, partituras e discos) em Porto Alegre.
Aos 16 anos, Carlinhos ganhou de seu pai o primeiro violão, e  logo comprou um baixo acústico. Interessado pela natureza, especialmente pelo mar e pelas aranhas, em 1967 foi aprovado no vestibular para História Natural na Universidade Federal do Rio Grande do Sul, mas não concluiu o curso. Dois anos depois, transferiu-se para São Paulo e começou a estudar Comunicação na Universidade de São Paulo, curso também não concluído. No Teatro da Universidade Católica conheceu parceiros musicais, com quem viajou pela América Latina.
Ainda em 1969, inscreveu-se no Festival Universitário de Música de Porto Alegre, onde ganhou o primeiro lugar com sua música Por favor, sucesso. Daí surgiu o convite para o Festival Internacional da Canção no Rio de Janeiro. Na sequência, o grupo Liverpool, que o acompanhava, gravou no Rio o LP Por favor sucesso, considerado o primeiro álbum de uma banda de rock gaúcha. Carlinhos voltou a São Paulo e passou a trabalhar no Teatro Oficina.
Em 1972, de volta a Porto Alegre, montou seu primeiro show, Sempre é assim, no Teatro de Câmara. No ano seguinte começou a trabalhar com o diretor teatral Luiz Arthur Nunes. Em 1974 apresentou o espetáculo Toque.
No início de 1975, Carlinhos passou a organizar e produzir as "Rodas de som" do Teatro de Arena, sempre nas sextas-feiras à meia-noite, apresentando novos nomes da música gaúcha: Bixo da Seda (nova formação do Liverpool), Bebeto Alves, Nelson Coelho de Castro, Mutuca e Mauro Kwitko, entre outros. Em julho, montou o espetáculo M'boitatá, a serpente da luz, com música e dança, a partir da lenda da cobra de fogo, fixada por João Simões Lopes Neto. Em 1976 apresentou-se com o show Sonho campeiro e, no ano seguinte, com Voltas.
Em 1978, Carlinhos participou com duas músicas (Admirado por todos e Maria da Paz) do disco coletivo Paralelo 30, considerado um marco da música pop gaúcha, ao lado de Nelson Coelho de Castro, Bebeto Alves, Raul Ellwanger, Cláudio Vera Cruz e Nando Dávila. Em 1979, seu espetáculo musical, apresentado no auditório do Instituto de Artes chamou-se Deem ao homem sete dias.
Ainda em 1979, passou a trabalhar como produtor na Secretaria de Cultura do Estado. Organizou o Projeto Lupicínio, em que músicos gaúchos se apresentavam ao ar livre, na esquina entre a rua da Praia e avenida Borges de Medeiros (espaço que mais tarde veio a ser conhecido como "Esquina Democrática"). Em 1980 produziu uma caravana de músicos gaúchos até São Paulo, para apresentações no Teatro Ruth Escobar. Em 1981 passou a dirigir a Discoteca Pública Natho Henn. No ano seguinte, organizou nova caravana de músicos gaúchos, desta vez no Rio de Janeiro, no Teatro João Caetano.
Paralelamente ao seu trabalho institucional, Carlinhos seguiu compondo e se apresentando: nos shows solo Tempo de borboleta (1981) e Só sai se não chover (1982), além da parceria com Pery Souza em Encontro das águas (1982); e ainda fazendo a direção musical dos espetáculos de teatro O Cabaret de Maria Elefante (1981), de Ivo Bender, e Pode ser que seja só o leiteiro lá fora (1983), de Caio Fernando Abreu, com direção de Luiz Arthur Nunes.
Ainda em 1983, demitiu-se da Secretaria de Cultura e passou a trabalhar na gravação de seu primeiro álbum individual, que se chamaria Risco no céu. Concluídas as gravações em novembro, no estúdio ISAEC, foi ao Rio de Janeiro para tentar que uma grande gravadora assumisse o lançamento do disco, mas não foi bem sucedido.
No verão de 1984, Carlinhos Hartlieb foi passar uns dias em sua cabana na praia do Rosa, em Santa Catarina. Na noite de 29 de janeiro, em uma festa com amigos, cantou e tocou violão até de madrugada e depois foi dormir. Seu corpo foi encontrado no dia 3 de fevereiro, enforcado, dentro da cabana. O laudo da necrópsia não constatou lesão cervical, e apontou a falta de onze dentes. A polícia catarinense optou pela tese de suicídio, apesar das evidências em contrário, levantadas pelo repórter Dedé Ferlauto em uma série de reportagens no jornal Zero Hora .

## Legado
Em 1986 a Editora Tchê lançou o livro Carlinhos Hartlieb, de Jimi Neto e Rossyr Berny, volume 31 da coleção Esses Gaúchos . O LP Risco no céu só foi lançado em 1988, pela gravadora Nova Trilha. No mesmo ano, a Universidade de Harvard reconheceu uma nova espécie de aracnídeo, a partir de um espécime que havia sido coletado por Carlinhos 25 anos antes, no Morro Santa Teresa, em Porto Alegre, e que foi registrado como Alpaida hartliebi . Em fevereiro de 1994 foi inaugurada em Porto Alegre a Praça Carlinhos Hartlieb, no bairro Farrapos.
Em 2008, a RBS TV apresentou, na série Histórias Curtas, o documentário Um Risco no céu, dirigido por René Goya Filho, sobre a vida e a morte de Carlinhos Hartlieb . O documentário ganhou cinco Prêmios Histórias Curtas, inclusive o de melhor episódio do ano .

## Prêmios e indicações

### Prêmio Açorianos
| Ano  | Categoria                                 | Indicação          | Resultado |
| ---- | ----------------------------------------- | ------------------ | --------- |
| 2001 | Destaque Especial - Pelo Conjunto da Obra | Carlinhos Hartlieb | Venceu    |